# Eutiquiano
Eutiquiano (Luni, ¿?-Roma, 7 de diciembre de 283) fue el 27.º papa de la Iglesia católica de 275 a 283.
Como pontífice estableció que los mártires no fuesen enterrados cubiertos con una simple sabana blanca sino con la «dalmática», una vestidura muy parecida al manto de los emperadores romanos y que hoy es usada por los diáconos en las ceremonias solemnes.
Se le atribuye la práctica de la bendición de la recolección de los campos.
Aunque el martirologio romano lo incluye entre los mártires, hoy se tiene la certeza de que no lo fue, ya que su pontificado se desarrolló en un período libre de persecuciones que habían sido suspendidas al morir el emperador Aureliano en 275.
Murió el 7 de diciembre de 283 y fue enterrado en las Catacumbas de San Calixto, posteriormente en 1659 sus reliquias fueron donadas por el Papa Inocencio X al obispo de Fidenza, el cardenal Felipe Casoni, quien después de su muerte, por testamento, se encargó de que llegaran a Sarzana, un pueblo en el centro de Lunigiana, probablemente el área de origen de este Papa.
En el siglo XIX, unos fragmentos de su epitafio, escritos en griego, se encontraron en la catacumba de Calixto I.